# Obština Gorna Malina
Obština Gorna Malina (bulharsky Община Горна Малина) je bulharská jednotka územní samosprávy v Sofijské oblasti. Leží v západním Bulharsku, ve třech Zabalkánských kotlinách (Sofijské, Saranské a Kamarské) mezi pohořími Sredna gora na jihu a Stara planina na severu. Správním střediskem je ves Gorna Malina, kromě ní zahrnuje obština 13 vesnic. Žijí zde přes 4 tisíce stálých obyvatel.

## Sídla
Všechna sídla v obštině jsou samosprávná.
- Aprilovo
- Bajlovo
- Belopopci
- Čekančevo
- Dolna Malina
- Dolno Kamarci
- Gajtanevo
- Gorna Malina (sídlo správy)
- Gorno Kamarci
- Makocevo
- Neguševo
- Osoica
- Saranci
- Stărgel

## Sousední obštiny
| Růžice kompasu |                      | Botevgrad | Etropole | Růžice kompasu |
| Růžice kompasu |                      | Sever     | Mirkovo  | Růžice kompasu |
| Růžice kompasu | Obština Gorna Malina |           | Mirkovo  | Růžice kompasu |
| Růžice kompasu | Jih                  |           | Mirkovo  | Růžice kompasu |
| Růžice kompasu | Elin Pelin           |           |          | Růžice kompasu |

## Obyvatelstvo
V obštině žije 4 571 stálých obyvatel a včetně přechodně hlášených obyvatel 5 221. Podle sčítáni 1. února 2011 bylo národnostní složení následující:
- Bulhaři: 5 575 (94.5 %)
- Romové: 282 (4.8 %)
- Turci: 12 (0.2 %)
- ostatní: 28 (0.5 %)